# Amenemopet (alkirály)
Amenemopet (ỉmn-m-ỉp.t) ókori egyiptomi tisztségviselő volt, Kús alkirálya a XIX. dinasztia idején, I. Széthi és II. Ramszesz uralkodása alatt.
Apja, Paszer és nagyapja, Amenhotep Hui szintén alkirályok voltak. Amenemopet fényes pályát futott be, alkirályi címe mellett olyan címeket viselt, mint az „őfelsége első harci kocsisa”, „legyezőhordozó a király jobbján” és „a déli földek kormányzója”. Az Asszuánt Philae-vel összekötő út mentén több felirat is említi nevét, említik Buhenben, Szehelben és a Beit el-Váli-i templomban. Valószínűleg Horemheb utolsó éveiben, I. Ramszesz alatt vagy I. Széthi uralkodásának első éveiben lett alkirály, és II. Ramszesz első éveiben is az volt. Hivatalában Juni követte.

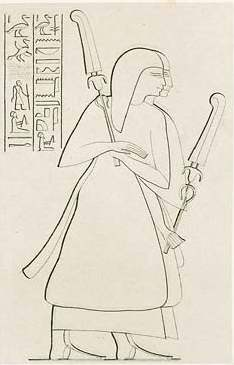
Amenemopet Beit el-Váliban
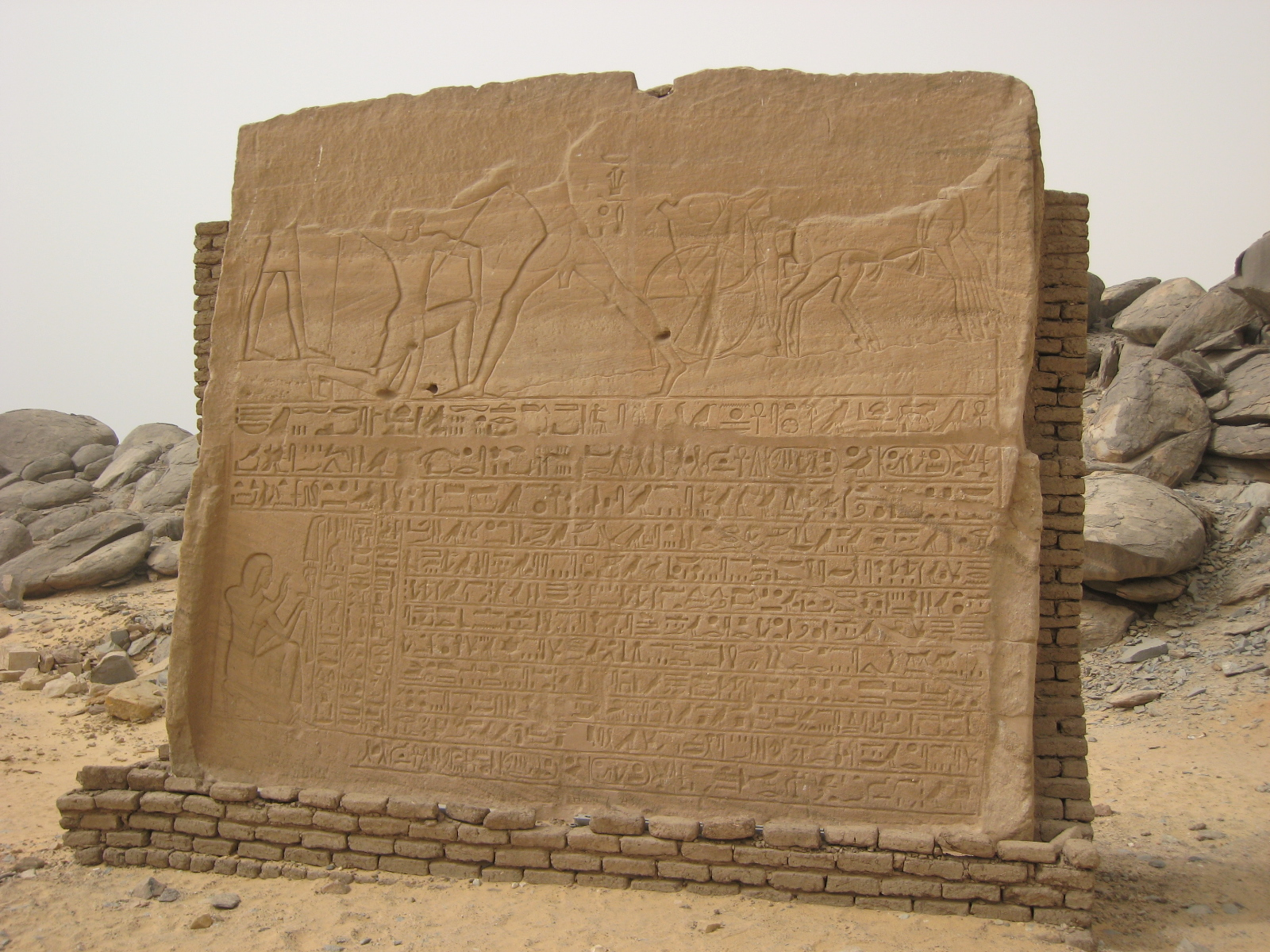
Amenemopet I. Széthinek emelt sztéléje

## Fordítás
- Ez a szócikk részben vagy egészben  az   Amenemopet (Viceroy of Kush) című angol Wikipédia-szócikk ezen változatának fordításán alapul.  Az eredeti cikk szerkesztőit annak laptörténete sorolja fel. Ez a jelzés csupán a megfogalmazás eredetét és a szerzői jogokat jelzi, nem szolgál a cikkben szereplő információk forrásmegjelöléseként.